# 전신주딱정벌레
전신주딱정벌레(학명: Micromalthus debilis)는 원시딱정벌레아목에 속하는 딱정벌레 종이다. 미국 동부의 토착종으로 전신주딱정벌레과(Micromalthidae), 전신주딱정벌레속(Micromalthus)의 유일한 종이다. 이 딱정벌레는 길쭉한 모양으로 크기는 1.5~2.5 mm 정도이며, 몸은 어두운 갈색을 띠며, 노란 다리와 더듬이를 지니고 있다. 가슴보다 머리가 크며, 큰 눈이 양쪽으로 튀어나와 있다.

## 참고 문헌
- Ross H. Arnett, Jr. and Michael C. Thomas, American Beetles (CRC Press, 2001), chap. 2